# Euxoa intermontana
Euxoa intermontana är en fjärilsart som beskrevs av Lafontaine 1975. Euxoa intermontana ingår i släktet Euxoa och familjen nattflyn. Inga underarter finns listade i Catalogue of Life.